# 北海道スカイスポーツ協会
座標: 北緯43度3分35.3秒 東経141度21分3.7秒 / 北緯43.059806度 東経141.351028度

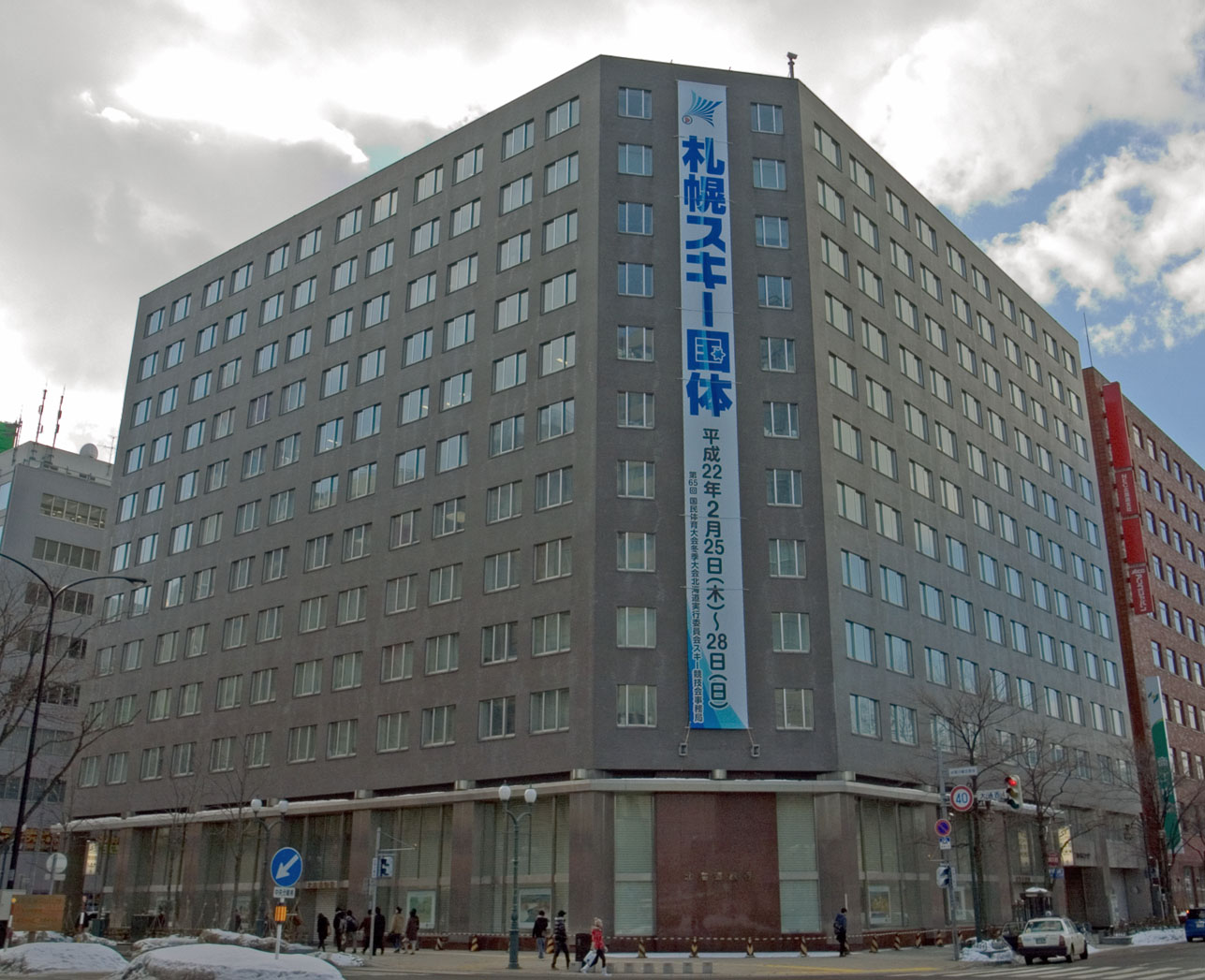
本部が入居する道銀ビル

公益社団法人北海道スカイスポーツ協会（こうえきしゃだんほうじん ほっかいどうスカイスポーツきょうかい）は、元国土交通省所管の社団法人、現在は北海道知事認定の公益社団法人。略称はHOSPA。
各種スカイスポーツ団体や自治体、企業などの会員（社員）により構成される。
熱気球やグライダー、スカイダイビングから、ラジコンプレーンや紙飛行機、竹とんぼに至るまで、空にまつわるさまざまな競技、レクリェーションを通じて、啓蒙普及、情報提供、指導者養成、安全対策、体験学習、イベント交流、調査研究などの事業を行い、地域振興に貢献している。

## 概要
- 所在：北海道札幌市中央区大通西4-1
- 設立：1990年4月26日
- 会長：藤田恒郎（学校法人札幌学院大学理事長）